# The Hit Girls
Série
Pitch Perfect 2
(2015)
Pour plus de détails, voir Fiche technique et Distribution.
The Hit Girls,  ou Pitch Perfect lors de sa ré-édition vidéo en 2015 en France et La Note parfaite au Québec, est une comédie américaine, réalisée par Jason Moore et sortie en 2012. Le film est librement adapté du livre Pitch Perfect: The Quest for Collegiate A Cappella Glory de Mickey Rapkin.
Il est suivi par le film Pitch Perfect 2, réalisé par Elizabeth Banks et sorti en 2015, et par le film Pitch Perfect 3, réalisé par Trish Sie et sorti en 2017.
L'expression « pitch perfect » désigne l'oreille absolue.

## Synopsis
Lors d'un concours national de chant a cappella, un groupe féminin de l'Université de Barden, les Bellas, se produit. Tout se passe bien jusqu'à ce qu'Aubrey Posen, chanteuse soliste du groupe, vomisse sur scène pendant son solo. Elles sont publiquement humiliées, et perdent ainsi toute chance de victoire. Quatre mois plus tard, Beca Mitchell arrive à l'Université de Barden, en tant qu'étudiante de première année. Elle ne veut pas vraiment y aller, mais elle y est forcée par son père, un professeur d'université, avec qui Beca a une relation tendue. Elle souhaite faire une carrière de DJ, et passe son temps à faire des mix de chansons. Elle obtient un stage à la station de radio de l'école, rencontrant ainsi un autre étudiant de première année, Jesse Swanson, qui se sent immédiatement attiré par Beca. 
Quand le père de Beca apprend qu'elle n'assiste pas aux cours, il va la voir avec une proposition : si elle rejoint un club de l'école, et ne veut toujours pas rester à l'université au bout d'un an, il lui permettra d'abandonner ses études et il paiera pour que Beca puisse suivre sa carrière musicale à Los Angeles. Un jour, alors que Beca chante sous sa douche, elle est repérée par Chloe Beale, co-leader des Bellas avec Aubrey, qui lui demande de passer l'audition de chant. Beca finit par rejoindre à contre-cœur les Bellas. Aubrey, d'abord rétive à admettre Beca dans le groupe, finit par l'engager, convaincue par le talent de Beca, et aussi en raison d'une pénurie de membres dans leur groupe. Parallèlement, Jesse est pris dans le groupe des Troubadurs (VQ : Treblemakers), le groupe ennemi des Bellas. 
Les Bellas participent à la compétition régionale universitaire du sud-est de la Caroline, où, sous le commandement d'Aubrey, elles exécutent leur mash-up des Bellas, comme à la finale de l'année précédente. Malgré leur vieille liste de chansons, les Bellas réussissent à atteindre la deuxième place, se qualifiant pour les demi-finales avec les Troubadurs qui sont premiers. Une bagarre brève après la compétition mène à l'arrestation de Beca par la police. Jesse, le seul qui est resté pendant son arrestation, paie sa caution et appelle son père, pensant aider Beca. Ce dernier dit alors à Beca qu'il ne veut plus payer pour le voyage à Los Angeles qu'elle souhaite effectuer pour sa carrière. Ceci exaspère Beca, qui retourne sa colère contre Jesse. Plus tard, Beca suggère aux Bellas d'essayer d'être plus audacieuses, mais Aubrey insiste pour qu'elles gagnent avec le même répertoire que le groupe utilise depuis toujours. 
Lors des demi-finales, Beca improvise un chorus d'une de ses chansons favorites, en l'intégrant dans le mash-up des Bellas, afin de raviver l'intérêt du public qui commençait à se démobiliser en les écoutant. Les Bellas décrochent la troisième place derrière les Troubadurs et les Haut de Gamme. Bien que le public ait semblé aimer le remix de Beca, Aubrey se met en colère contre Beca, l'accusant même de sortir avec Jesse et donc de ne pas respecter le règlement de leur groupe. Après une brève dispute avec Jesse où Beca lui dit qu'elle en a marre de lui, Beca abandonne le groupe. Quand les Haut de Gamme sont disqualifiés de la compétition nationale car le chanteur principal n'était qu'au lycée, les Bellas sont appelées pour les remplacer. Elles se reforment après les vacances de printemps, mais sans Beca. Pendant les répétitions, Chloé s'élève contre l'obstination d'Aubrey. Le groupe commence à se désagréger, et une bagarre survient. En même temps, Beca tente de faire ses excuses à Jesse, mais il les refuse. Beca vient alors présenter ses excuses aux Bellas à propos de ses actions pendant les demi-finales et demande si elle peut avoir une autre chance, ce qu'Aubrey accepte finalement. Après avoir eu une conversation intime entre elles, les Bellas décident d'adopter le style de musique plus moderne et original de Beca. En attendant, le leader des Troubadurs, Bumper, lâche son groupe pour aller à Los Angeles, afin d'être choriste pour John Mayer. Une fois Bumper parti, Jesse persuade le groupe de laisser son colocataire Benji, précédemment rejeté, les rejoindre. 
À la compétition a cappella nationale, les Bellas chantent un mash-up arrangé par Beca, incluant « Don't You (Forget About Me) », une chanson du film The Breakfast Club, un des films préférés de Jesse : c'est en fait une façon pour Beca de lancer un appel à Jesse. Les filles font un carton avec le mash-up de Beca, et après leur performance, Jesse pardonne à Beca, et ils s'embrassent. Six mois plus tard, on voit les deux groupes qui font passer des auditions pour recruter de nouveaux membres et on voit seulement à cet instant que les Bellas ont gagné le concours national.

## Fiche technique
- Titre français : The Hit Girls (cinéma et première édition vidéo) ; Pitch Perfect (ré-édition vidéo et platformes de streaming)
- Titre original : Pitch Perfect
- Titre québécois : La Note parfaite
- Réalisation : Jason Moore
- Scénario : Kay Cannon, d'après le livre documentaire Pitch Perfect de Mickey Rapkin
- Société de distribution : Universal Pictures
- Budget : 17 000 000 $
- Pays de production :  États-Unis
- Langue originale : anglais
- Format : couleur - 1,85: 1 - 35 mm - son Dolby Digital
- Genre : comédie et film musical
- Durée : 112 minutes
- Dates de sortie : 
  - Canada, États-Unis : 28 septembre 2012
  - Belgique : 2 janvier 2013
  - France : 8 mai 2013

## Distribution
- Anna Kendrick (VF : Karine Foviau ; VQ : Catherine Bonneau) : Beca Mitchell
- Skylar Astin (VF : Benjamin Pascal ; VQ : Kevin Houle) : Jesse Swanson
- Anna Camp (VF : Alexandra Ansidei ; VQ : Kim Jalabert) : Aubrey Posen
- Brittany Snow (VF : Audrey Sablé ; VQ : Annie Girard) : Chloe Beale
- Rebel Wilson (VF : Gaëlle Marie ; VQ : Émilie Bibeau) : Patricia « Amy la Baleine»
- Alexis Knapp (VF : Julia Faure ; VQ : Ariane-Li Simard-Côté) : Stacie Conrad
- Hana Mae Lee (VF : Jade Jonot ; VQ : Aurélie Morgane) : Lilly Onakuramara
- Ester Dean (VF : Kim Schwarck ; VQ : Sarah Desjeunes) : Cynthia-Rose Adams
- Adam DeVine (VF : Fabrice Trojani) : Bumper Allen
- Ben Platt (VQ : Éric Paulhus) : Benjamin « Benji » Applebaum
- Utkarsh Ambudkar (VF : Paolo Domingo) : Donald
- Michael Viruet (VF : Alexandre Borras) : Unicycle
- Freddie Stroma (VF : Pascal Grull) : Luke
- John Michael Higgins (VF : Pierre-François Pistorio ; VQ : François Sasseville) : John Smith
- Elizabeth Banks (VF : Caroline Bourg ; VQ : Viviane Pacal) : Gail Abernathy-McKadden
- John Benjamin Hickey : Benjamin Mitchell, le père de Beca
- Christopher Mintz-Plasse (VF : Nathanel Alimi) : Tommy

Sources et légendes : version française (VF) sur RS Doublage, AlloDoublage et selon le carton du doublage français sur le DVD zone 2 ; version québécoise (VQ) sur Doublage.qc.ca

## Chansons
Voici les différentes chansons chantées a cappella dans le film.

Finale (Au début du film)
- Don't Stop the Music - Rihanna (Les Troubadurs / VQ : Les Treblemakers)
- The Sign - Ace of Base (Les Bellas)

Scène du forum des associations
- Let it Whip - Boyz II Men

Scène de la douche
- Titanium - David Guetta et Sia (Chloé et Beca)

Scène de l'audition
- Since U Been Gone - Kelly Clarkson (L'ensemble des candidats à l'audition)
- Cups - Anna Kendrick (Beca)

Scène accueil confrérie
- Turn the Beat Around - Gloria Estefan (Les Bellas)

Scène du match d'impro
- Hey Mickey - Toni Basil (Les Troubadurs / VQ : Les Treblemakers)
- Like a Virgin - Madonna (Les Harmonics de Barden)
- Hit Me with Your Best Shot - Pat Benatar (Les Bellas)
- It Must Have Been Love - Roxette (Les chanteurs en herbe)
- S&M - Rihanna (Les Bellas)
- Let's Talk About Sex - Salt N Pepa (Les Troubadurs / VQ : Les Treblemakers)
- I'll Make Love to You - Boyz II Men (Les Bellas)
- Feels Like the First time - Foreigner (Les Troubadurs / VQ : Les Treblemakers)
- No Diggity - Blackstreet ft. Dr Dre, Queen Pen (Les Bellas)

Qualifications Sud-Est
- Fuck You - Lily Allen (Les Chaussabella)
- The Sign - Ace of Base (Les Bellas)
- Eternal Flame - The Bangles (Les Bellas)
- Turn the Beat Around - Gloria Estefan (Les Bellas)
- Right Round - Flo Rida (Les Troubadurs / VQ : Les Treblemakers)

Scène du bus
- Party in the U.S.A. - Miley Cyrus (Les Bellas)

Qualifications nationales
- Blame It on the Boogie - Jackson 5 (Les Haut de Gamme)
- The Sign - Ace of Base (Les Bellas)
- Eternal Flame - The Bangles (Les Bellas)

Scène de remix des Bella
- Just the Way You Are - Bruno Mars (Les Bellas)
- Just a Dream - Nelly (Les Bellas)

Finale
- The Final Countdown - Europe (Groupe des chemises à motifs)
- Bright Lights Bigger City - Cee Lo Green (Les Troubadurs / VQ : Les Treblemakers)
- Magic - B.o.B ft. Rivers Cuomo (Les Troubadurs / VQ : Les Treblemakers)
- Price Tag - Jessie J (Les Bellas)
- Don't You (Forget About Me) - Simple Minds (Les Bellas)
- Give Me Everything - Pitbull ft. Ne-Yo, Afrojack et Nayer (Les Bellas)

## Accueil

### Accueil critique
The Hit Girls reçoit généralement des avis positifs. Le site web Rotten Tomatoes lui donne un score de 81 % avec une évaluation de moyenne 6,5/10 basé sur 138 commentaires. Le site décrit le film comme  « conventionnel mais les performances et numéros musicaux sont excellents ». Metacric donne un score de 66/100 basé sur 33 commentaires, indiquant que les commentaires étaient généralement favorables.
David Edelstein du NPR'S décrit le film comme l'un des meilleurs de l'année. Entertainment Weekly choisit la bande-son du film comme la meilleure de l'année. Chris Tookey du Daily Mail applaudit la performance de Rebel Wilson. Roger Ebert a donné au film 2 étoiles sur 4 et a aussi loué la performance de Rebel Wilson, la décrivant comme « bouillant, irrésistible et rauque ».
Sur le site d'Allociné le film obtient des critiques, dans l'ensemble, positives. La presse lui donne une moyenne de 2,5/5 basé sur 11 critiques presse. Les spectateurs lui donne une moyenne de 4/5.

### Box-office
Tourné avec un budget de 17 000 000 $, The Hit Girls a rapporté 114 440 757 $ au box-office mondial, dont 65 001 093 $ rien qu'aux États-Unis, remportant ainsi un large succès commercial. Sur le territoire américain, les ventes de DVD et Blu-ray ont rapporté un total de 101 212 176 $ de recettes, pour environ 6 200 000 exemplaires vendus.
En France, The Hit Girls ne rencontre pas le succès escompté, puisqu'il totalise 101 213 entrées après deux semaines en salles et 107 043 entrées au cours de toute son exploitation.

## Distinctions

### Récompenses
- Motion Picture Sound Editors : meilleure musique dans une comédie musicale
- MTV Movie Awards :
  - Meilleure actrice dans un film comédie pour Rebel Wilson
  - Meilleure moment musical pour Anna Kendrick, Rebel Wilson, Anna Camp, Brittany Snow, Alexis Knapp, Ester Dean et Hana Mae Lee
- Teen Choice Awards :
  - Meilleur film comédie
  - Meilleure actrice dans un film comédie pour Rebel Wilson
  - Meilleur acteur dans un film comédie pour Skylar Astin
  - Meilleur méchant pour Adam DeVine
- American Music Awards : meilleures chansons

### Nominations
- Broadcast Film Critics Association Award : meilleure actrice dans un film comédie pour Rebel Wilson
- Detroit Film Critics Society Award : meilleure actrice pour Rebel Wilson
- MTV Movie Award :
  - Meilleur moment WTF pour Anna Kendrick
  - Meilleure actrice pour Rebel Wilson
- People's Choice Award : Meilleur film comédie
- San Diego Film Critics Society : meilleure actrice pour Rebel Wilson
- Teen Choice Awards :
  - Meilleure actrice dans un film comédie pour Anna Kendrick
  - Meilleure scène drôle pour Ben Platt
  - Meilleure scène drôle pour Hana Mae Lee
  - Meilleur acteur pour Adam DeVine